# درگیری‌های مرزی ۲۰۱۹ هند و پاکستان
درگیری‌های مرزی ۲۰۱۹ هند و پاکستان مجموعه‌ای از درگیری‌های مسلحانه متشکل از حملات هوایی فرامرزی و تبادل تیراندازی بین هند و پاکستان در سراسر مرز دفاکتو در منطقه مورد مناقشه کشمیر بود که مورد ادعاهای سرزمینی گسترده هر دو کشور است.

## خط زمانی

### حمله پولواما
یک شبه نظامی مسلمان در لتاپرا در بخش پولواما در جامو و کشمیر هند، در روز چهاردهم فوریه ۲۰۱۹ خود را منفجر کرد. این اتفاق منجر به کشته شدن ۴۶ افسر پلیس هندی شد. گروه شبه نظامی جیش محمد که در پاکستان مستقر است، مسئولیت این حادثه را بر عهده گرفت.

### حمله هوایی به بالاکوت
هند که پاکستان را برای این مسئله مقصر می‌دانست، در ۲۶ فوریه ۲۰۱۹ به بالاکوت پاکستان حمله هوایی کرد. دوازده فروند میراژ ۲۰۰۰ هندی از مرز پاکستان عبور کرده و مقر گروه جیش محمد را بمباران کردند. مقامات هندی اعلام کردند که این حمله در تلافی حادثه پولواما بوده و در آن ۳۵۰ شبه نظامی جیش محمد کشته شده‌اند. اما مقامات پاکستانی مدعی شدند که نیروی هوایی پاکستان میراژهای هندی را دنبال کرده و مانع دستیابی آن‌ها به هدفشان شده‌اند. پاکستانی مدعی است در این حمله کسی کشته نشده است.

### سقوط پهپاد پاکستانی
در همان روز، خبر رسید که یک پهپاد پاکستانی در منطقه مرزی کوتچ هند سقوط کرده و بقایای آن نیز پیدا شده است.

### درگیری مرزی
نیروهای مرزی پاکستانی و هندی بر روی یکدیگر آتش گشودند. پاکستان مدعی است که در این درگیری چهار غیرنظامی کشته شده و یازده نفر دیگر هم زخمی شده‌اند. سه تن از غیر نظامیان یک مادر و دو فرزندش بوده‌اند.

### پاسخ نیروی هوایی پاکستان
نیروی هوایی پاکستان به ورود جنگنده‌های هندی به مرزهای پاکستان واکنش نشان داد. در روز ۲۷ فوریه ۲۰۱۹ (فردای حمله هوایی به بالاکوت) ارتش پاکستان اعلام کرد که به چند هدف در خط کنترل حمله کرده است. یک خبرگزاری مدعی شد که پاکستان دو جنگنده هندی را ساقط کرده است و دو خلبان را نیز به اسارت گرفته است. با این حال بعدها تأیید شد که یک جنگنده و خلبان بوده است.
وزیر خارجه هند تأیید کرد که یک خلبان هندی به همراه یک جنگنده میگ ۲۱ پس از اینکه پاکستان حریم هوایی هند را نقض کرد، گم شده است. آقای راویش کومار ادامه داد که جنگنده پاکستانی که وارد حریم هوایی هند شده است، سقوط کرده است. با این حال پاکستان این مسئله را رد کرد.